# سميمو
سميمو (باللغات الأمازيغية: ⵙⵎⵉⵎⵓ) هي جماعة قروية مغربية تقع بدائرة تمنار، إقليم الصويرة في جهة مراكش آسفي. يبلغ عدد سكان الجماعة 8،026 نسمة ويصل عدد الأسر إلى 1،750 أسرة حسب الإحصاء العام للسكان سنة 2014. تضم جماعة سميمو 5 دواوير تمتد على مساحة 79 كم². وتعتبر الفلاحة وتربية الماشية والتجارة من الأنشطة الاقتصادية الرئيسية لسكان الجماعة.

## أصل التسمية
ترجع تسمية جماعة سميمو حسب الرواية المحلية إلى كلمة "سيميم" وهي كلمة باللهجة الأمازيغية المتداولة تعني "اشرب الماء الحلو".

## تاريخ
تعتبر سميمو الحلقة الرئيسية لسلسلة المجموعات البشرية المكونة لقبيلة إداوسارن، إذ تشترك في حدودها مع مختلف الجماعات القروية المؤلفة لهذه القبيلة. وقد تم إحداث الجماعة منذ السنوات الأولى للاستقلال تلبية لحاجيات السكان وفي إطار السياسة التي تبنتها حكومة الملك محمد الخامس آنذاك بهدف تقريب الإدارة من المواطنين.
يرجع أصل سكان سميمو كباقي قبائل إحاحان إلى جنوب المغرب وتحديداً منطقة سوس وقد التجئوا إلى المنطقة خوفاً من الاضطهاد والقمع الذي عرفه المغرب إبّان فترة السيبة وضعف سيطرة المخزن. إلى جانب مشاركة ساكنة المنطقة كباقي المغاربة في مقاومة الاستعمار الفرنسي إلا أن أبرز حدث تاريخي عرفته المنطقة يتجلى في "معركة لوضا" والتي دارت بين سكان المنطقة والجيش الفرنسي خلال فترة الحماية.

## جغرافيا

### المناخ
ينتشر المناخ القارّي بسميمو حيث تعرف جفافاً ودرجات حرارة مرتفعة بفصل الصيف بينما يتميز فصل الشتاء بدرجات حرارة منخفضة وتساقطات مهمّة. كما تتأثر القرية بهبوب رياح شرقية في فترات مختلفة من السنة، بينما يظل معدل التساقطات السنوية ضعيفاً لا يتجاوز 250 ملم.

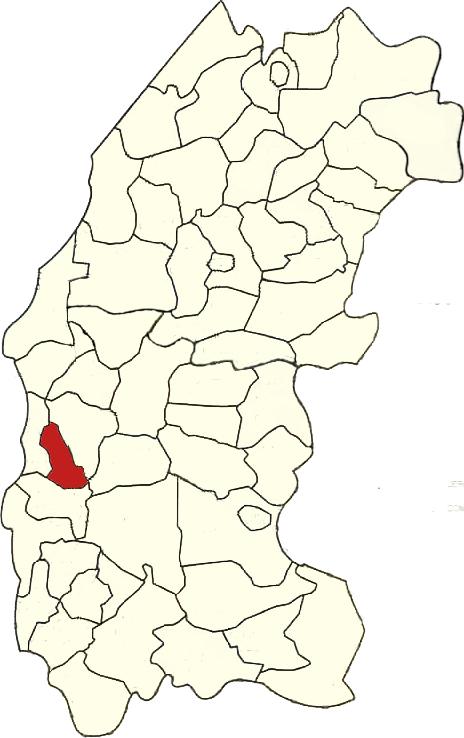
موقع جماعة سميمو بإقليم الصويرة.

### الموقع
تمتد الجماعة القرويّة لسميمو على مساحة 79 كم² داخل محيط طبيعي متنوع من الجبال والمنخفضات إضافة إلى فضاء غابوي مهم، وتحدها من الشمال جماعة تدزي ومن الشرق كل من جماعتي إيمي نتليت وتدزي بينما تحدها من الغرب جماعة سيدي أحمد السايح ومن الجنوب جماعة إذا وعزا.

### التقسيم الإداري
تنتمي سميمو إدارياً إلى دائرة تمنار أحد دوائر إقليم الصويرة بجهة مراكش آسفي وتنقسم إلى مشيختين تضمان 5 دواوير يتوزع سكانها بشكل متفاوت على النّحو التالي:
| المشيخة    | الدوار      | عدد السكان (إحصاء 2004) |
| ---------- | ----------- | ----------------------- |
| اداوتاليلت | اد عدي      | 855                     |
| اداوتاليلت | ادا وثليلث  | 1،085                   |
| اداوكضل    | تضرين       | 633                     |
| اداوكضل    | سيدي بوسكري | 922                     |
| اداوكضل    | لوضة        | 920                     |

## اقتصاد

### التشغيل
يتمركز التشغيل في جماعة سميمو بالخصوص في قطاعات التجارة والفلاحة وتربية الماشية التي تستقطب أعلى نسبة من السكان، إلا وأنه مع بروز الجيل الجديد من الشباب والرغبة في تنويع مصادر الدخل، اتجهت نسبة مهمة من السكان إلى قطاعات أخرى كالصيد البحري. ورغم محدودية سوق الشغل بقرية سميمو، فإنه يوفر مناصب تعتمد عليها الساكنة في تدبير أمورها. وتنتشر البطالة بين الرجال بنسبة 12% بينما ترتفع نسبتها عند النساء بـ88%.

### الفلاحة
تشكل الفلاحة أهم نشاط بالنسبة لساكنة سميمو، إلا أن ضعف التساقطات والتخلف عن استعمال وسائل الإنتاج من الأسمدة والبذور المختارة إضافة إلى قلة الأراضي الصالحة للزراعة التي تبلغ مساحتها 1664 هكتار أدى إلى تراجع هذا النشاط واستهلاكه محلياً من طرف ساكنة المنطقة فقط. وتتوزع الحبوب على الأراضي الزراعية بشكل متفاوت حيث ينتشر القمح الصلب على 40 هكتاراً والقمح الطري على 110 هكتار، بينما ترتفع مساحة أراضي الشعير بـ1280 هكتار وتشكل الذرة 42 هكتاراً.

### البنية التحتية

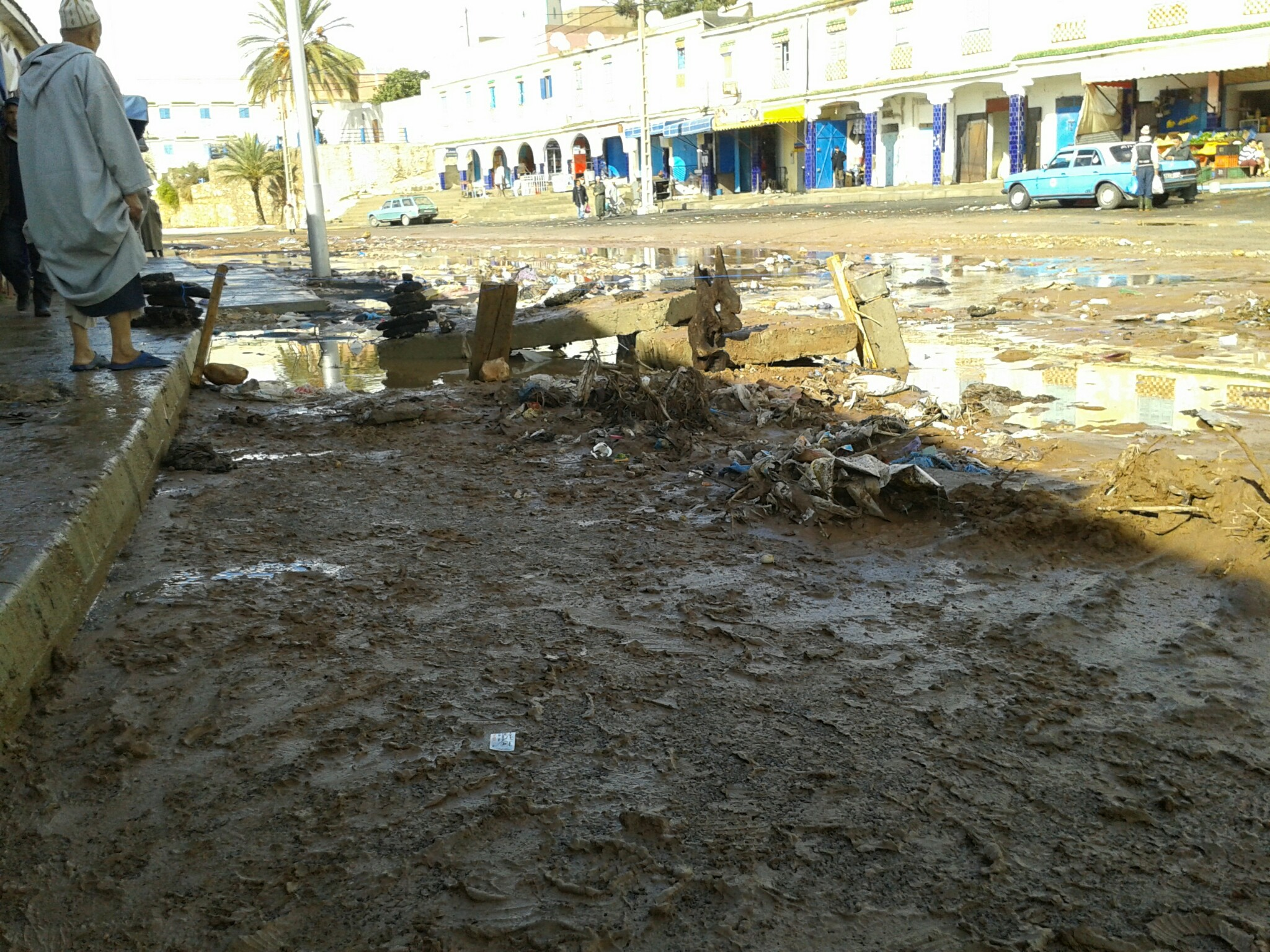
الشارع الرئيسي بعد سقوط أمطار غزيرة

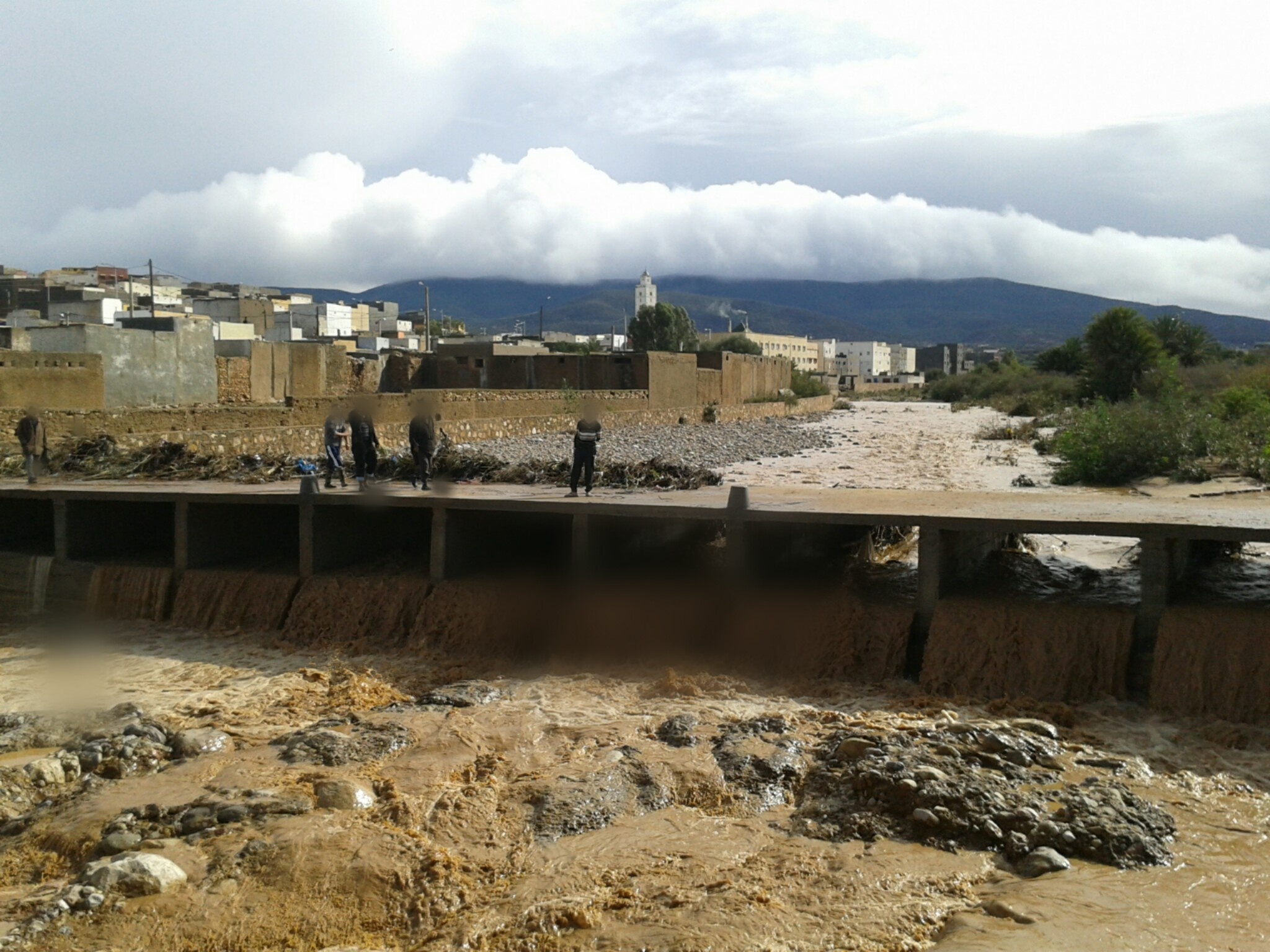
قنطرة تربط بين البلدة و السوق الاسبوعي

## معرض الصور

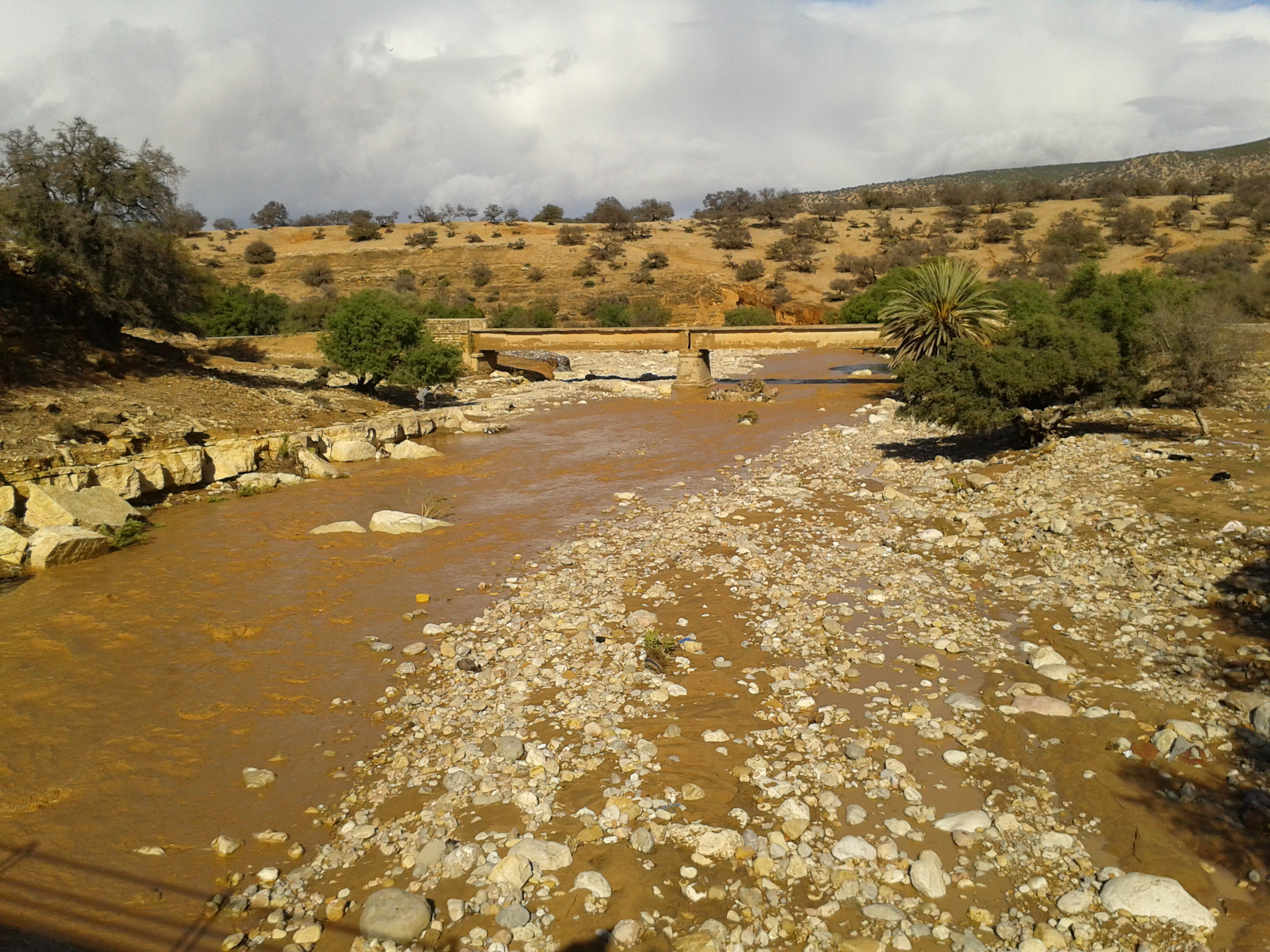
صورة تطل على واد سميمو

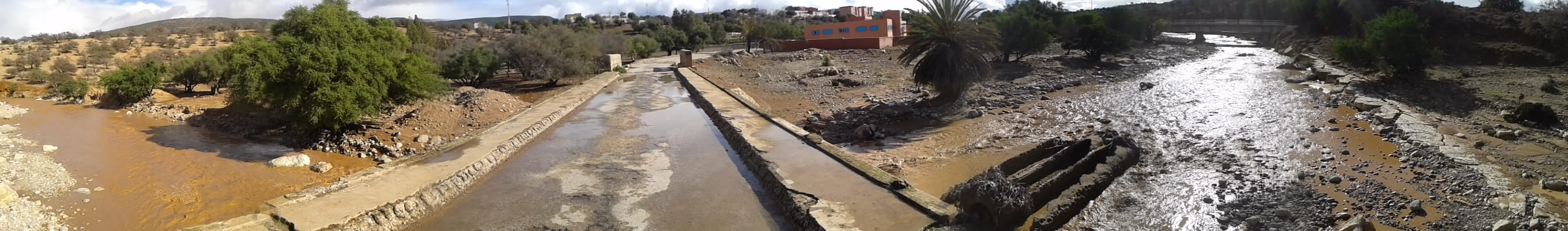
صورة على القنطرة القديمة

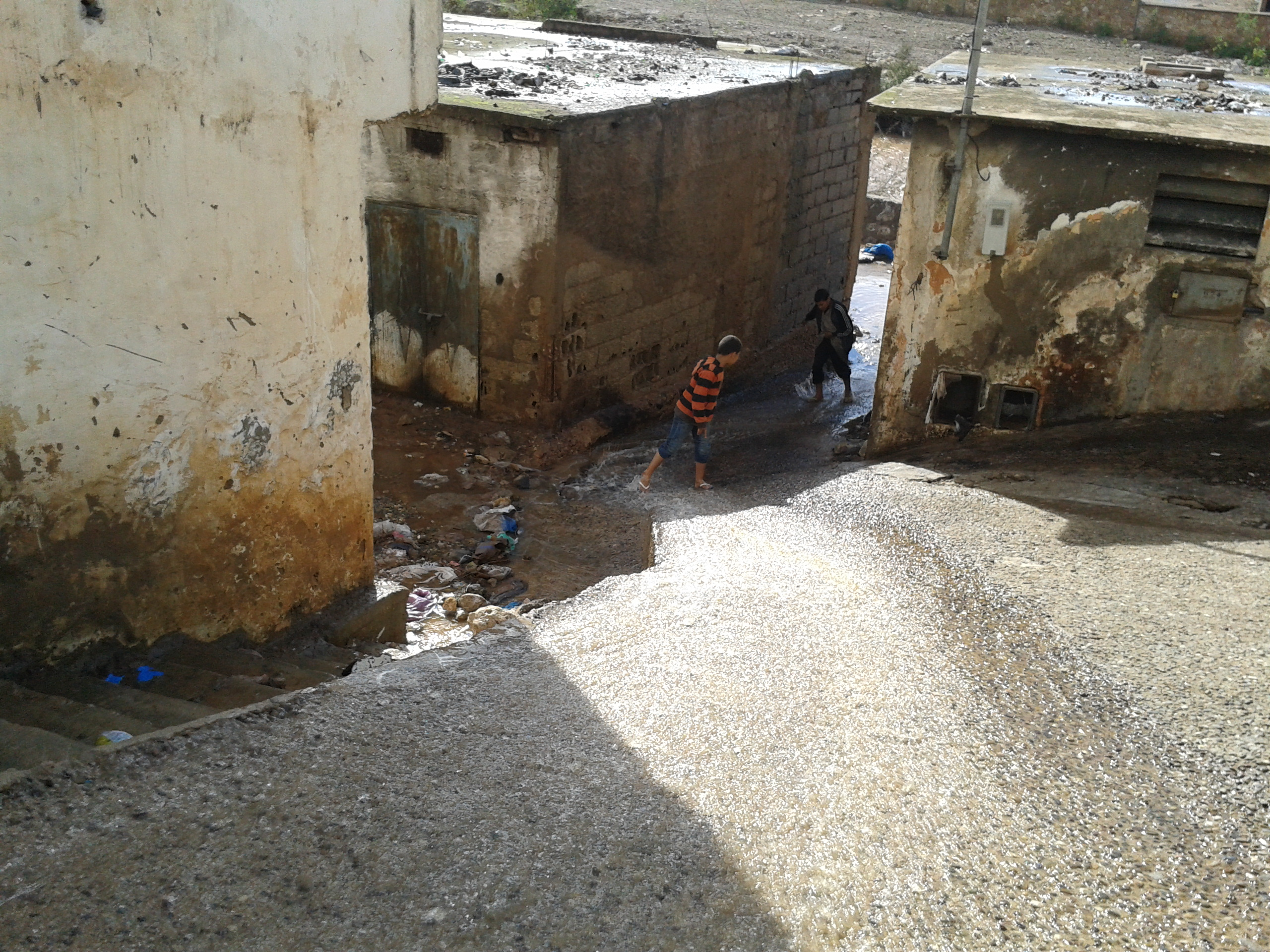
صورة لأطفال يلعبون في مجاري المياه